# Dendrodoris goani
Dendrodoris goani is een slakkensoort uit de familie van de Dendrodorididae. De wetenschappelijke naam van de soort is voor het eerst geldig gepubliceerd in 1973 door Rao & Kumary.